# Municipio de Blue Butte
El municipio de Blue Butte (en inglés: Blue Butte Township) es un municipio ubicado en el condado de McKenzie en el estado estadounidense de Dakota del Norte. En el año 2010 tenía una población de 79 habitantes y una densidad poblacional de 0,85 personas por km².

## Geografía
El municipio de Blue Butte se encuentra ubicado en las coordenadas 47°53′12″N 102°57′11″O / 47.88667, -102.95306. Según la Oficina del Censo de los Estados Unidos, el municipio tiene una superficie total de 92.41 km², de la cual 89,34 km² corresponden a tierra firme y (3,32 %) 3,06 km² es agua.

## Demografía
Según el censo de 2010, había 79 personas residiendo en el municipio de Blue Butte. La densidad de población era de 0,85 hab./km². De los 79 habitantes, el municipio de Blue Butte estaba compuesto por el 100 % blancos. Del total de la población el 0 % eran hispanos o latinos de cualquier raza.